# Syneora lygdina
Syneora lygdina là một loài bướm đêm trong họ Geometridae.